# San Miguel Buenavista
San Miguel Buenavista är en ort i Mexiko.   Den ligger i kommunen Cuaxomulco och delstaten Tlaxcala, i den sydöstra delen av landet, 110 km öster om huvudstaden Mexico City. San Miguel Buenavista ligger 2 525 meter över havet och antalet invånare är 710.
Terrängen runt San Miguel Buenavista är kuperad åt sydost, men åt nordväst är den platt. Runt San Miguel Buenavista är det mycket tätbefolkat, med 1 018 invånare per kvadratkilometer. Närmaste större samhälle är Tlaxcala de Xicohtencatl, 13,7 km väster om San Miguel Buenavista. Trakten runt San Miguel Buenavista består till största delen av jordbruksmark.